# Brzeźnica (gromada w powiecie kozienickim)
Brzeźnica – dawna gromada, czyli najmniejsza jednostka podziału terytorialnego Polskiej Rzeczypospolitej Ludowej w latach 1954–1972.
Gromady, z gromadzkimi radami narodowymi (GRN) jako organami władzy najniższego stopnia na wsi, funkcjonowały od reformy reorganizującej administrację wiejską przeprowadzonej jesienią 1954 do momentu ich zniesienia z dniem 1 stycznia 1973, tym samym wypierając organizację gminną w latach 1954–1972.
Gromadę Brzeźnica siedzibą GRN w Brzeźnicy utworzono – jako jedną z 8759 gromad na obszarze Polski – w powiecie kozienickim w woj. kieleckim, na mocy uchwały nr 13e/54 WRN w Kielcach z dnia 29 września 1954. W skład jednostki weszły obszary dotychczasowych gromad Brzeźnica, Psary, Słowiki Stare, Słowiki parcelacja, Słowiki Nowe, Mozolice Małe, Staszów i Mozolice Duże ze zniesionej gminy Brzeźnica w tymże powiecie. Dla gromady ustalono 22 członków gromadzkiej rady narodowej.
31 grudnia 1961 do gromady Brzeźnica przyłączono lasy państwowe o powierzchni 635 ha ze zniesionej gromady Stara Wieś.
Gromada przetrwała do końca 1972 roku, czyli do kolejnej reformy gminnej.